# Manuel Beingolea y Oyague
Manuel Beingolea y Oyague, (Lima, 1820-20 de octubre de 1896) fue un militar peruano. 

## Biografía
Estudió en el Colegio de la Independencia (antiguo Colegio de Medicina y Cirugía de San Fernando y luego Facultad de Medicina Humana de la Universidad de San Marcos), donde se graduó de licenciado en Ciencias y bachiller en Medicina. 
En 1833 se incorporó al ejército en calidad de cadete. Iniciándose el año de 1835, participó en el asalto a la Fortaleza del Real Felipe, en el Callao, a órdenes del general Domingo Nieto. Pasó a integrar la  guarnición de dicho fuerte y en tal calidad, apoyó el pronunciamiento del general Felipe Santiago Salaverry del 22 de febrero de 1835.
Durante la guerra desatada por la invasión de los bolivianos al mando de Andrés de Santa Cruz, actuó en las batallas de Yanacocha (1835), Uchumayo y Socabaya (1836). Luego se alistó en la segunda expedición restauradora y participó en las batallas de Portada de Guías (1838) y Yungay (1839). 
Ya con el grado de capitán,  actuó en la guerra contra Bolivia y se contó entre los derrotados de Ingavi, donde recibió tres heridas de bayoneta (1841). 
Sanado de sus heridas, se involucró en los desórdenes de la Anarquía Militar, secundando al general Francisco de Vidal. Participó en la batalla de Agua Santa, librada el 17 de octubre de 1842 y por su actuación fue ascendido a sargento mayor. Luego le tocó debelar una revolución en el centro del país, con apenas 30 hombres. Fue nombrado sucesivamente comandante general del Centro y comandante del Batallón Punyán. 
En 1854 se unió a las fuerzas revolucionarias del general Ramón Castilla y luchó en la batalla de La Palma (5 de enero de 1855), donde tuvo una destacada actuación, que lo hizo merecedor del grado de coronel. 
Durante la guerra civil de 1856-1858, se mantuvo leal al gobierno de Castilla y fue uno de los defensores del puerto del Callao, sitiada por las fuerzas revolucionarias del general Manuel Ignacio de Vivanco. Luego participó en la campaña sobre Arequipa y por su destacada actuación en el asalto de dicha ciudad, fue ascendido a general de brigada (7 de marzo de 1858). 
Durante la guerra contra el Ecuador de 1858-1860, fue comandante general de las fuerzas de tierra y participó en la ocupación de Guayaquil. 
Durante la guerra contra España, actuó en el Combate del Callao, librado contra la Escuadra Española del Pacífico, el 2 de mayo de 1866. 
Fue gobernador de las islas Chincha y prefecto de varios departamentos.

## Descendencia
Casado con Dolores Balarezo, fue padre de Manuel Beingolea Balarezo, escritor y periodista; y de Antonio Beingolea Balarezo, político y militar.